# 後藤斉
後藤 斉（ごとう ひとし、1955年10月3日 - ）は、日本の言語学者、東北大学名誉教授。
専門はロマンス諸語で、日本ロマンス語学会会長なども務めた。エスペラントの運用者としても知られ、日本語による関連著作などを通して、日本おけるエスペラントの普及に貢献した。

## 経歴
宮城県出身。
1978年、東北大学文学部言語学専攻を卒業して大学院に進み、1980年に博士前期課程を修了して文学修士を取得、引き続き、博士後期課程に進んだが、1983年に単位取得退学して、東北大学文学部助手となった。
1987年に山形県立米沢女子短期大学講師となったが、1991年には、助教授として東北大学文学部に戻った。2000年に東北大学大学院文学研究科に配置換となり、2004年に教授に昇任した。1999年から2000年にかけては、ロンドン大学ユニヴァーシティ・カレッジ・ロンドンで在外研究に従った。
2021年に定年退職し、名誉教授の称号を贈られた。
この間、日本ロマンス語学会会長や、財団法人日本エスペラント学会理事などを歴任した。

## おもな業績

### 単著
- エスペラント常用6000語、大学書林、1993年
- エスペラントを育てた人々―仙台での歴史から、創栄出版（仙台）、2008年
- 単語力から総合的な語学力へ -エスペラント応用語彙論-、日本エスペラント協会、2015年
- 人物でたどるエスペラント文化史、日本エスペラント協会、2015年
- Esperantistaj voĉoj el la katastrofo 2011(東日本大震災から：エスペランティストの声）、日本エスペラント協会、2015年

### 共編
- （編集委員会に参加し、編集主幹・小西岳の下で、編集副主幹を務めた[3]）エスペラント日本語辞典、日本エスペラント学会、2006年 - 小坂賞受賞[4]
- （柴田巌との共編、峰芳隆 監修）日本エスペラント運動人名事典、ひつじ書房、2013年 - 小坂賞受賞[4]

### 共訳
- （中村完との共訳）R・H・ロウビンズ 著、言語学史 第三版、研究社出版、1992年